# Takajoši Jamano
Takajoši Jamano (* 5. duben 1955) je bývalý japonský fotbalista.

## Klubová kariéra
Hrával za Yanmar Diesel, Osaka Gas.

## Reprezentační kariéra
Takajoši Jamano odehrál za japonský národní tým v roce 1980 celkem 2 reprezentační utkání.

## Statistiky
| Japonsko | Japonsko | Japonsko |
| Roky     | Záp.     | Góly     |
| -------- | -------- | -------- |
| 1980     | 2        | 0        |
| Celkem   | 2        | 0        |